# Mythologie cantabre

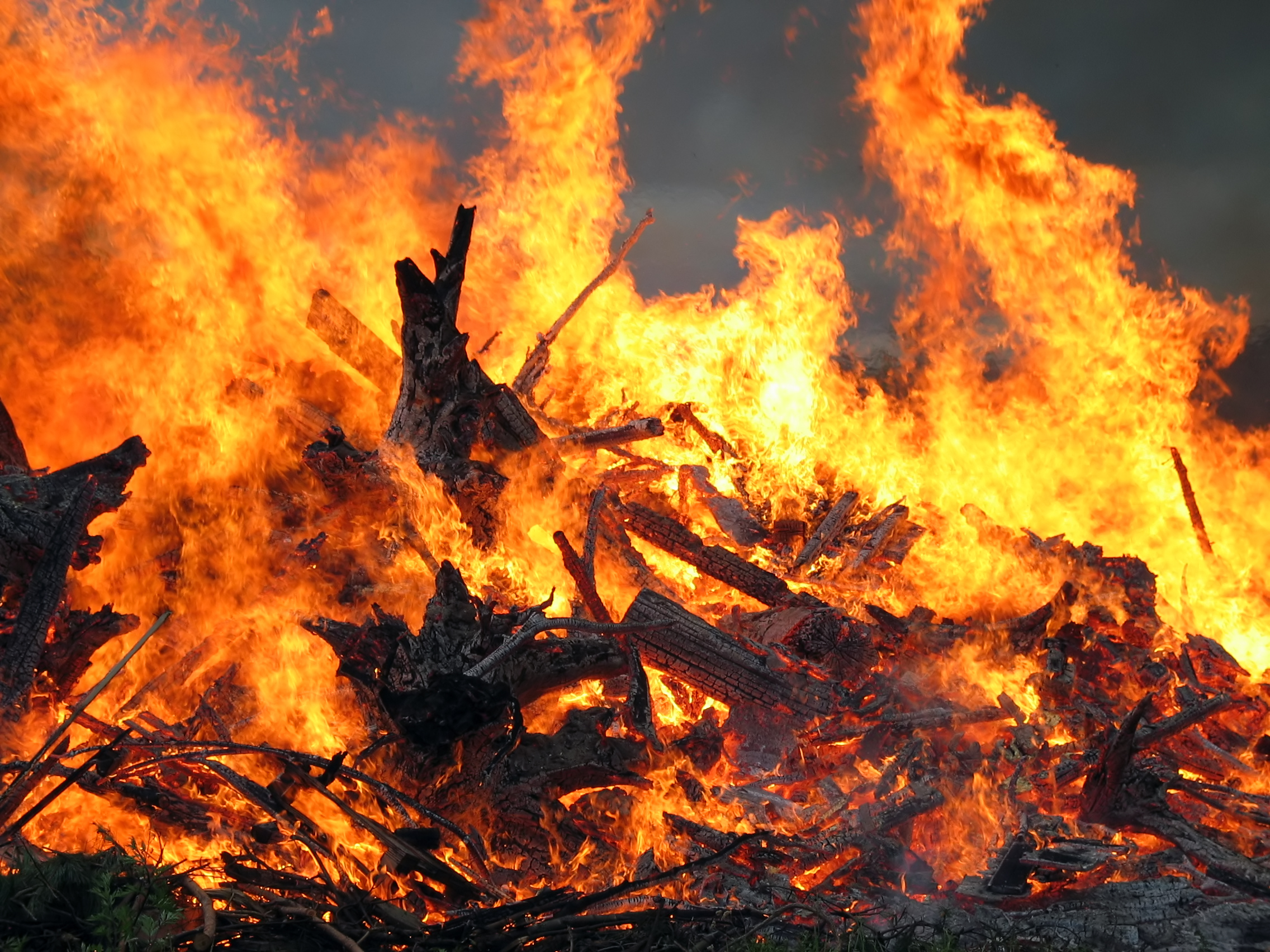
Le feu était un culte central de la mythologie des Cantabres.

La mythologie cantabre constitue le fonds des croyances des Cantabres qui vivaient dans l'actuelle Cantabrie. Cette mythologie partage depuis ses origines de grandes connexions avec les mythologies celtique et romaine qui présentent des similitudes avec les légendes et traditions de la côte Cantabrique. Généralement, la signification première des mythes, qui étaient transmis oralement de père en fils, s'est trouvée affaiblie soit en raison d'une perte du sens profond, soit parce que les auteurs classiques n'ont pas pu saisir l'ensemble de la richesse populaire et du contexte des mentalités d'alors ; ces auteurs préférant se concentrer sur les cultes et les divinités qui trouvaient un écho dans leur propre mythologie. D'autre part, la romanisation puis l'avènement de la chrétienté ont transformé le sens et la représentation de ces rites païens, de nombreux cas relevant du syncrétisme religieux.
Cependant, les habitants de Cantabrie conservent encore de nombreux apologues et légendes avec une dimension rituelle ou comportementale plus prégnante que dans des contes d'importance majeure.

## Divinités et croyances

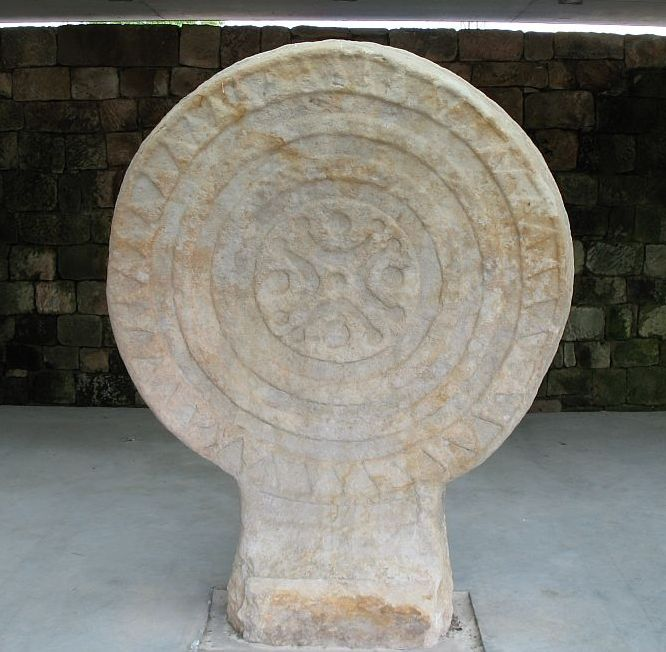
La stèle de Barros du associe des anneaux et des triangles à des symboles solaires et lunaires.

Parmi les mythes qui subsistent en tant que substrat de la tradition cantabrique, on rencontre celui du culte des grandes divinités protectrices, telle l'adoration du Soleil comme en témoignent plusieurs stèles cantabres, ainsi que le culte du feu. De même, un culte est porté à une divinité-père suprême appelée Candamo, qui était associée à Jupiter (Jupiter Candamo) et au culte solaire à l'époque romaine, puis au Dieu chrétien de façon postérieure.
En raison de la disposition guerrière des habitants de la Cantabrie, un culte est voué à un dieu de la guerre, ensuite identifié comme le Mars des Romains, à qui étaient offerts des sacrifices de boucs, de chevaux, et de nombreux prisonniers, comme le rapportent Strabon, Horace et Silius Italicus. Au cours de ces hécatombes, les participants buvaient le sang encore chaud des chevaux afin que la communion soit véritable, ainsi que le mentionne Horace au sujet du peuple des Concanos.
« [...] et laetum equino sanguine Concanum,... »
— Horace,  Carm. III 4. v29-36

« [...] et aux Concanos qui aiment le sang de cheval,... »
— Carm. III 4. v29-36
Pour les habitants antiques de Cantabrie, ces pratiques avaient une origine mystique puisque les animaux concernés étaient considérés sacrés. Ces rites ont parfois été reliés à une variante d'un dieu solaire Mars celtique dont les animaux en auraient été la réincarnation.
Les sacrifices humains parmi les peuples du nord sont également évoqués par Martin de Braga : ces sacrifices étaient une manifestation de repentance et servaient à prédire l'avenir, comme chez les autres peuples de Celtes Gaulois où ils étaient fréquents. Ainsi, Strabon raconte que ceux qui examinaient les entrailles des sacrifiés les couvraient de fines tuniques, puis leur coupaient la main droite qu'ils consacraient ensuite aux dieux. La prédiction de l'avenir était lue selon la chute qu'effectuait le sacrifié.
La déesse mère fertilisatrice était associée à la Lune et exerçait son influence sur les périodes de semis et de récolte des cultures ; cette croyance a perduré dans les campagnes pendant très longtemps. L'archéologue Joaquín González Echegaray explique qu'une inscription mentionnant une déesse-mère a été trouvée sur un autel votif dans le village de Topusko, en Croatie ; il met en relation cette déesse et la déesse mère des Cantabres. Cette épigramme aurait été gravée par un ou plusieurs soldats faisant partie des légions romaines :
« CANTABRIA / SACR(um) / CVSTOD(es) / EIVSDEM »
« Monument sacré de Cantabrie. Les gardiens de la même (déesse) »
Toujours à l'époque romaine, le culte voué à un dieu de la mer était assimilé à celui du dieu Neptune : une statuette de ce dieu présentant des caractéristiques propres au dieu des Cantabres a été découverte à Castro-Urdiales, à l'extrême est de la Cantabrie.
Les antiques Cantabres croyaient en l'immortalité de l'esprit. Ainsi, la crémation était le rite funéraire le plus fréquent ; seuls les corps de ceux qui étaient morts au combat devaient rester sur le champ de bataille avant que les vautours ne les éviscèrent, permettant à l'âme de quitter le corps et de l'emmener vers l'au-delà où elle peut alors s'unir dans la gloire avec les âmes des ancêtres. Une inscription gravée sur la stèle de Zurita témoigne de cette pratique. 
Le sacrifice tenait un rôle important et double au sein de la complexe société cantabre : cela répondait au besoin de se conformer aux exigences divines ainsi qu'à la prévalence de la communauté sur l'individu. Ainsi, dans une société guerrière comme l'était celle des Cantabres, l'immolation permettait de prouver la forte détermination qui habitait celui qui allait être sacrifié, l'acte obtenant par cet aspect une importance plus grande. La devotio, pratiquée par les Cantabres, relevait de ces sacrifices singuliers et entiers dans lesquels la communauté unissait son destin à celui de son chef.

## Créatures mythologiques

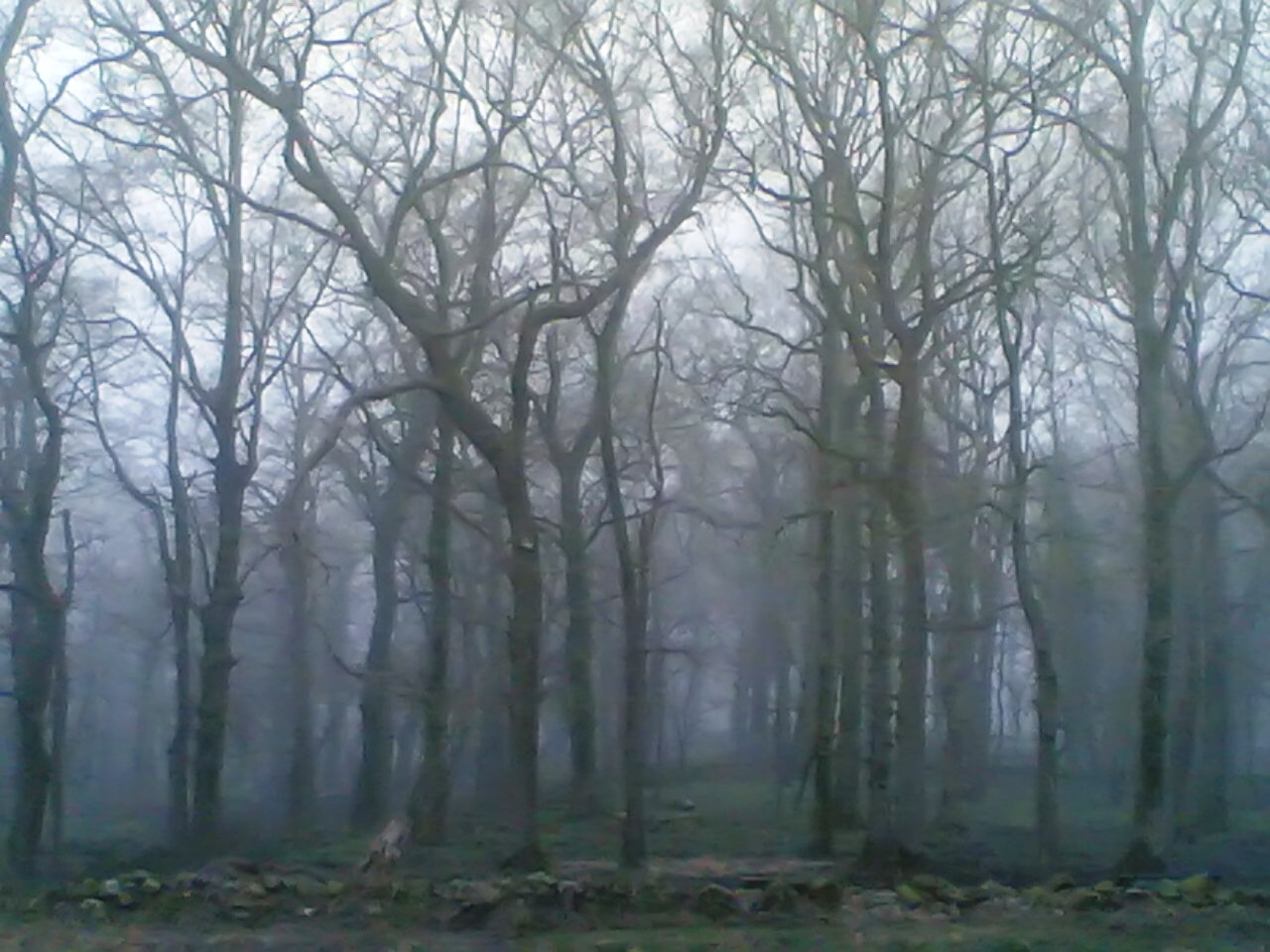
Une chênaie brumeuse en Cantabrie. C'est dans ces forêts luxuriantes et abritant l'inconnu que la mythologie cantabre place ses esprits et êtres mythologiques.

En même temps que les divinités telluriques et la nature, la Cantabrie a eu, comme dans les traditions populaires d'autres régions, des êtres fabuleux et variés, adorés ou craints, et au sujet desquels se fondaient des histoires et légendes. Il existe de nombreux êtres de ce type dans la mythologie de cette région, parmi lesquels ceux-ci :
- L'ojáncanu ou ojáncano: Fléau de Cantabrie, cette créature personnifie le malheur et la méchanceté, la cruauté et la brutalité, il peut s'envisager comme la version cantabre du Polyphème grec. L’œil unique de ce cyclope est rouge et brille dans la nuit. L'ojáncanu renvoie à de nombreuses créatures similaires existant dans plusieurs mythologies indo-européennes[5]. Cet énorme monstre couvert de poils et de verrues vit dans les recoins les plus inaccessibles des montagnes de Cantabrie. Il se nourrit de moutons et de vaches. Sa force est telle qu'il peut presque tout soulever[6].

- L'ojáncana ou juáncana : cette ogresse est la partenaire de l'ojáncanu. L'ojáncana ressemble à son équivalent masculin mais son visage est dépourvu de barbe ; sa force est aussi importante que celle du mâle. Elle est plus cruelle que son époux, elle se nourrit d'humains, principalement d'enfants égarés[6].

- La anjana : Antithèse des deux précédents, il s'agit d'une fée bonne et généreuse, protectrice des honnêtes gens, des amoureux et de ceux qui s'égarent dans les forêts et sur les chemins. Petit être pâle et ailé de moins d'un mètre, la anjana a une voix douce, les yeux bridés et des pupilles bleues ou noires. Une anjana vit quatre siècles, elle peut se rendre invisible. Des créatures mythologiques comparables se retrouvent dans les Asturies, au Pays basque ainsi qu'en Galice[7],[8].

- Les duendes : cette catégorie englobe tous les petits êtres de la mythologie cantabre, comparables à des gobelins espiègles et moqueurs la plupart du temps. Ils ont une figure humaine et font environ la taille d'un petit enfant. Il faut distinguer parmi eux les duendes domestiques, qui vivent à l'intérieur et autour des maisons (trasgos et trastolillos), et ceux qui vivent dans les bois (trentis, tentirujos et zahorís). L'étymologie renvoie d'ailleurs à « dueño », c'est-à-dire à l'habitant[9].

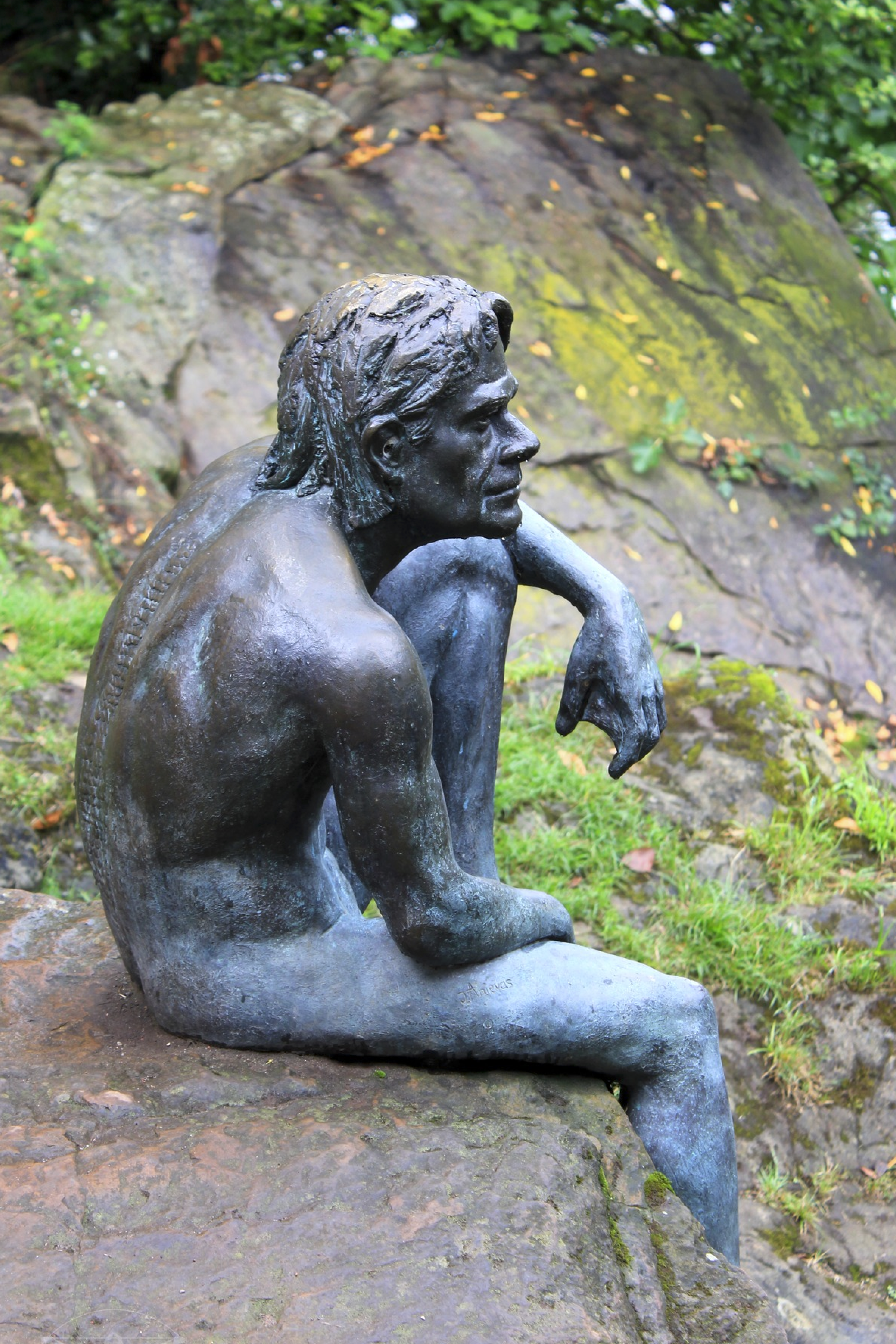
La légende de l’homme-poisson de Liégarnes (Cantabrie).

Il existe beaucoup d'autres êtres fabuleux peuplant cette riche région, comme la Ventolín, la Osa de Andara, les Caballucos del Diablu (cavaliers du diable), les Nuberos, le Musgosu, le Culebre, le Ramidreju. Mais il existe également d'autres légendes d'importance : celle de la Sirenuca, belle jeune fille désobéissante et capricieuse qui escalade les falaises les plus dangereuses de Castro-Urdiales pour chanter au rythme des vagues, et transformée en nymphe marine en raison de son comportement. La légende de l'homme-poisson de Liérganes raconte l'histoire d'un jeune homme aimant nager qui s'est perdu dans la rivière Miera et qui a finalement été retrouvé dans la baie de Cadix sous la forme d'un être aquatique étrange.

## Postérité de la mythologie cantabre
Cette mentalité mystique, avec ses êtres et ses légendes, témoigne de la nécessité pour les Cantabres d'exprimer leur peur face à l'environnement qui les entoure, à la fois séduisant mais hostile. Cette mythologie représente le besoin de convictions quant à la nature, mais aussi celui de s'associer à elle pour en obtenir la force et la protection.
Encore aujourd'hui, il reste des Cantabres pour qui les Anjanas n'ont pas été remplacés par les saints et les vierges, qui continuent à attribuer leur bonne aventure à cette fée de La Montagne, et même qui effraient  toujours les enfants avec l'Ojáncanu. Pourtant, ce réseau de significations et de valeurs a peu à peu été dilué par le temps et la modernité, et a été oublié au profit de nouveaux mythes urbains.
La mythologie des montagnes cantabriques a finalement retrouvé un intérêt significatif au siècle dernier, en particulier grâce à la compilation qu'a menée à bien l'écrivain Manuel Llano Merino (1898-1938) à travers toute son œuvre, nourrie des apports de la tradition orale et de travaux d'autres auteurs, tel Adriano García-Lomas. 
La fin du franquisme permet également une résurgence de la culture populaire cantabre, la Cantabrie ne devenant une communauté autonome qu'en 1981,. La revendication identitaire de la région connaît à cette époque un renouveau considérable à travers la réapparition de figures mythologiques largement étudié à travers des ouvrages historiques, ethnologiques et anthropologiques.